# Murailles Léopoldine
Les Murailles Léopoldine (en italien : Mura Léopoldine ou Mura Lorenesi ) constituent un mur douanier construit au XIXe siècle pour délimiter la zone franche du port de Livourne, dans la province de Livourne en Toscane,.

## Historique
La décision d'étendre la zone du port franc aux zones extérieures à l'ancienne ville fortifiée remonte à 1834, lorsque le grand-duc Léopold II de Lorraine approuva son agrandissement en acceptant les demandes des commerçants, qui voyaient un retour important du point de vue économique dans l'extension des superficies soumises au bénéfice dit gratuit ; dans le même temps, les nouvelles murailles de la ville auraient limité le phénomène de contrebande, à laquelle recouraient les activités industrielles hors les murs pour l'approvisionnement en matériaux de la zone franche.
Les travaux de construction ont commencé en 1835 sur la base d'un projet de l'ingénieur Alessandro Manetti (it), qui a utilisé le travail de Carlo Reishammer (it) pour la conception des portes et des barrières d'accès.

## Description
Le mur, constitué d'un simple mur recouvert de pierres et surmonté d'une crête de briques crénelée pour empêcher le passage des cordes des contrebandiers, s'étendait à l'origine sur environ 6 km autour de la ville, incluant également ses banlieues peuplées. Au nord, il rejoignait le Forte San Pietro (it), tandis qu'au sud-ouest, il se terminait par l'actuelle Piazza Mazzini. Son parcours suivait l'actuelle Via della Cinta Eterna (Dogana d'Acqua, Porta San Marco), l'ancienne Aurelia dans le tronçon entre Via Firenze (Barriera Fiorentina alors appelée Barriera Garibaldi) et Viale Alfieri (Porta delle Colline), Viale Mameli, piazza Matteotti (Barrière de la Maremme), via Montebello et via della Bassata (Porta a Mare), se terminant dans la zone de l'ancien Cantiere navale fratelli Orlando, à proximité d'une petite tour, encore existante, qui reliait les fortifications du port Médicis et l'ancien lazzaret de San Rocco.
Bien que les murailles aient été construites à des fins purement douanières, en 1849, à la suite d'une insurrection dramatique, les murailles ont été utilisées par les habitants de Livourne comme outil de défense contre la puissante armée d'occupation autrichienne envoyée pour étouffer la révolte et restaurer la Maison de Lorraine en Toscane. 

## Actuellement
L'enceinte, élargie avec l'unification de l'Italie, fut en grande partie démolie au début du XXe siècle ; certaines sections furent cependant épargnées par les destructions et les bombardements de la Seconde Guerre mondiale.

## Galerie

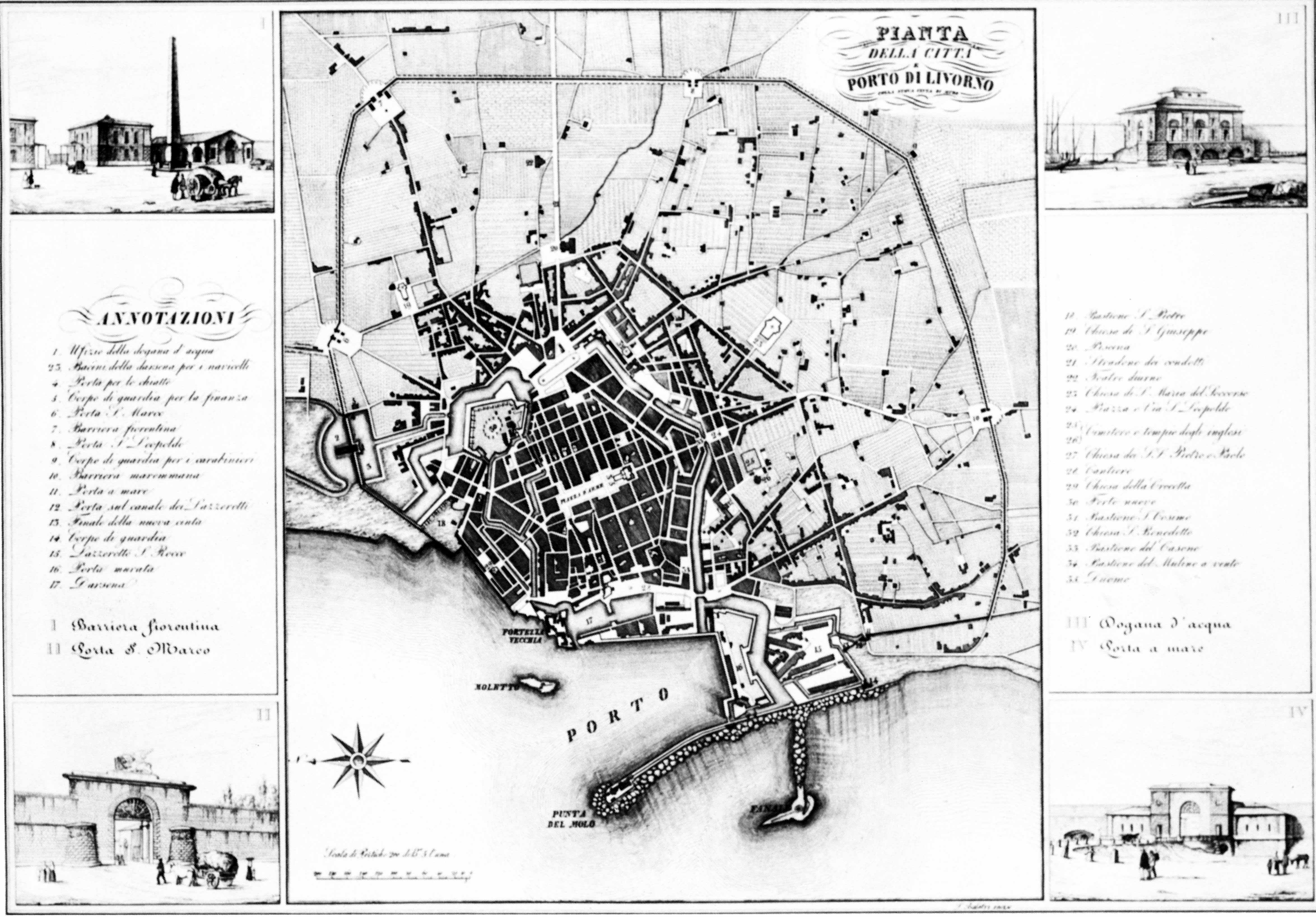
Plan des fortifications.
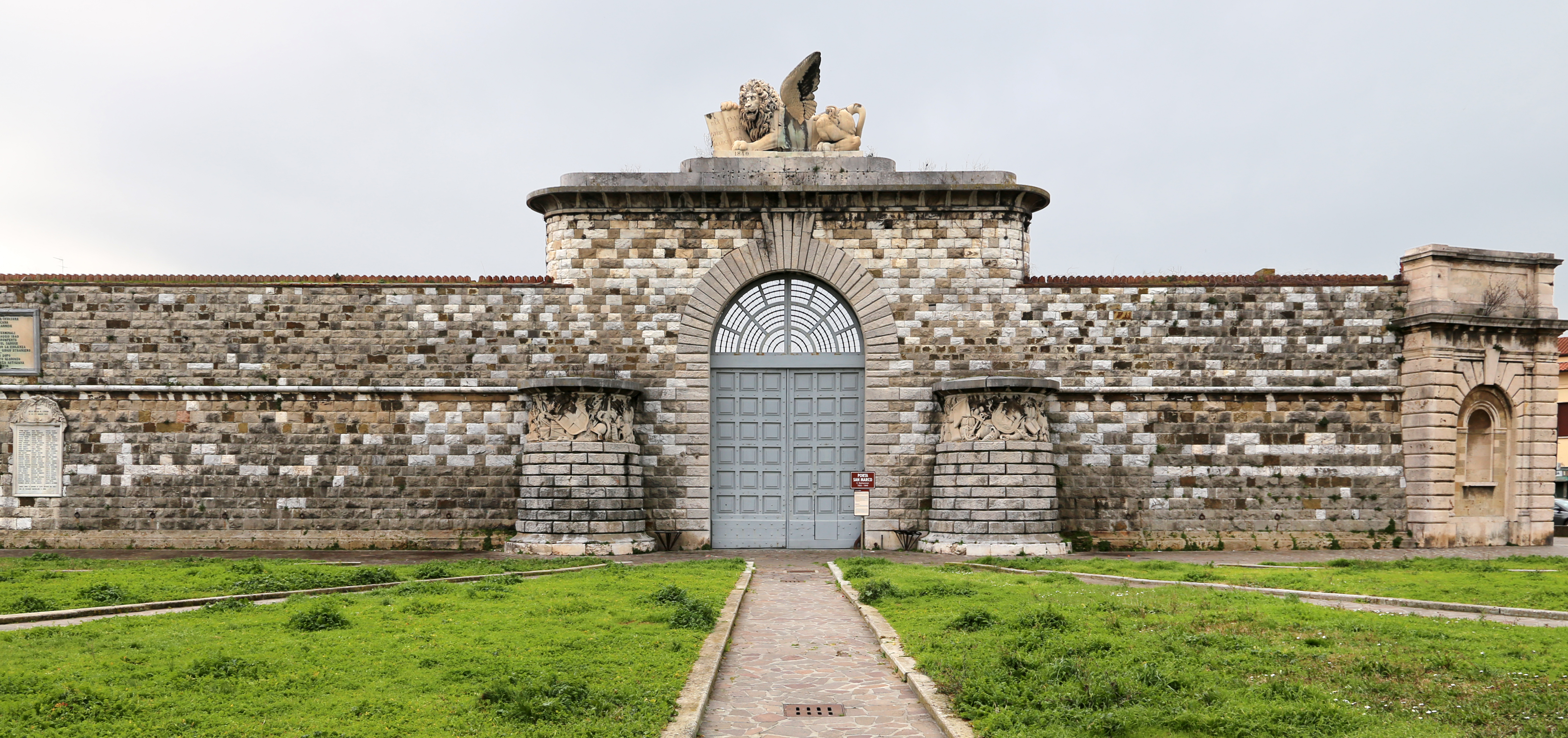
La Porta San Marco.